# Csap (faipar)
A csap az ácsmunkában gerendák összekötésének szilárdítására vagy magára a gerendák összekötésére szolgál. Az első esetben a csap négyzetes vagy paralelogramma alakú keresztmetszettel bíró, rendesen kemény fadarab, az egyik végén szélesebb mint a másikon. Használják a gerendák vastagításánál mint a fogak közé vert éket, vagy mint a fogazást helyettesítő «csapos kötést»; a függesztő és feszítő szerkezetekben a kötő- és feszítőgerenda, a kötőgerenda és nyeregfa, a két dúcgerenda, stb. összekötésénél. A második esetben a csap egy síkban fekvő és egymást keresztező gerendák összekötésére szolgál, amikor az nem egyéb mint a keresztező pontnál végződő gerenda kvadratikus vagy nagyjában paralelogramma alakú nyúlványa, melynek magassága és szélessége rendes körülmények között egyenlő a csaplyukat magába foglaló gerenda vastagságának, illetőleg szélességének egyharmadával. Függélyes síkban, egymásra merőlegesen álló gerendáknál alkalmazzák a sarokcsapot, az egyszerű csapot, a borna csapot; egymáshoz ferdén álló gerendáknál a ferde csapot, nagyobb nyomás és rézsutos állás esetében fészekkel kombinálva, ún. egyszerű fészkes csapot és a kettős fészkes csapot. A fészek ez esetekben a gerendamagasság 1/6-1/8-a. Tetőgerinceken a szaruzatok összekötésénél az ollós vagy villa csapot használják. Végül a vízszintes síkban egymásra merőlegesen álló gerendáknál a bélcsapot alkalmazzák.